# Inga fosteriana
Inga fosteriana é uma espécie vegetal da família Fabaceae.
Árvore pequena encontrada em 1974 em coleção botânica entre as cidades de Shintuya e de Manu, na região (ex departamento) de Madre de Dios, no Peru.
Encontrada na floresta de várzea, entre as altitudes de 300 e de 400 metros.